# Bitwa morska pod Porto Longo
Bitwa morska pod Porto Longo – starcie zbrojne, które miało miejsce 4 listopada 1354 r. między flotą genueńską pod dowództwem Pagano Dorii a wenecką Niccolò Pisaniego w trakcie III wojny wenecko-genueńskiej.
Wojnę zapoczątkował atak wenecki na Galatę. Wenecjanie zwalczający handel na Morzu Czarnym działali wspólnie z Bizancjum oraz Królestwem Aragonii. Do pierwszego starcia doszło na Dardanelach, gdzie flota genueńska licząca 33 galery pod wodzą Pagano Dorii pokonała flotę Niccolò Pisaniego. Sprzymierzeńcem Genui był m.in. sułtan turecki Orchan, który zmusił Bizantyńczyków do zawarcia pokoju w roku 1352. 
Dnia 4 listopada 1354 r. eskadra genueńska licząca 33 galery Pogano Dorii rozgromiła siły weneckie liczące 30 okrętów w Porto Longo na Sapienzie. Cała flota wenecka wpadła w ręce genueńskie, a Pisani dostał się do niewoli.
Bitwa ta zakończyła III wojnę między rywalizującymi miastami, osłabiona Wenecja zmuszona została do zawarcia pokoju i wypłacenia odszkodowania. 